# 南岔県
南岔県（なんた-けん）は、中華人民共和国黒竜江省伊春市に位置する県。

## 行政区画
4鎮を管轄する：
- 鎮：南岔鎮、晨明鎮、浩良河鎮、梧桐鎮

## 交通

### 鉄道
- 中国鉄路総公司
  - 中国鉄路ハルビン局集団公司
    - 綏佳線（綏化方面）- 南岔駅 - 緑潭駅（中国語版） - 晨明駅（中国語版） - 威嶺駅（中国語版） - 浩良河駅（中国語版） -（ジャムス方面）
    - 南烏線（中国語版）（烏伊嶺方面）- 南岔駅 - 柳樹駅 (中国)（中国語版） -（伊春方面）

## 健康・医療・衛生
- 南岔中医院
- 南岔県衛生防疫站